# Anna Clyne
Anna Clyne (née le 9 mars 1980 à Londres ) est une compositrice britannique contemporaine résidant désormais aux États-Unis. Elle travaille à la fois la musique acoustique et la musique électroacoustique.

## Biographie
La compositrice signe sa première œuvre à 11 ans. Elle étudie la musique à l'Université d'Édimbourg, dont elle obtient un Bachelor of Music (équivalent de la licence française) avec mention. Elle se dirige ensuite à la Manhattan School of Music et décroche son Master of arts auprès de Marina Adamia, Marjan Mozetich et Julia Wolfe.
Anna Clyne dirige entre 2008 et 2010 le programme « Making Score » du New York Youth Symphony, spécialement conçu pour les jeunes compositeurs. En octobre 2009, Clyne et Mason Bates sont tous deux nommés en résidence avec le Chicago Symphony Orchestra (CSO), poste occupé par la compositrice cinq saisons. 
En 2013, Clyne compose l'ouverture Masquerade émanant d'une commande de BBC Radio 3 pour ouvrir Last Night of the Proms, où le BBC Symphony Orchestra était sous la direction de Marin Alsop. 
Après avoir terminé son mandat avec le CSO en 2014, Anna Clyne opte pour l'Orchestre national d'Île-de-France de 2014 à 2016. En parallèle elle est également en résidence au Baltimore Symphony Orchestra sur la saison 2015-2016. Puis entre 2017 et 2019, elle compose aux côtés de l'Orchestre symphonique de Berkeley. Nommée compositrice associée du Scottish Chamber Orchestra de 2019 à 2022, Anna Clyne est pour la saison 2022-2023 en résidence  avec le Philharmonia Orchestra et l'Orchestre de Trondheim. Pour la saison suivante, elle travaillera avec l'Orchestre philharmonique d'Helsinki. 

### Réception critique et récompenses
Clyne est nommée pour le Grammy Award 2015 de la meilleure composition classique contemporaine pour son double concerto pour violon, Prince of Clouds. Les œuvres pour soliste et orchestre constituent une partie importante de sa production, comme en témoigne également The Seamstress (2015), un concerto pour violon en un seul mouvement qui incorpore une récitation chuchotée du poème A Coat de Yeats , et le concerto pour violoncelle en cinq mouvements Dance (2019), commandé par Inbal Segev et enregistré aussitôt par la violoncelliste israélienne en 2020. 
En 2018, la critique Corinna da Fonseca Wollheim a sélectionné, Lavender Rain, pour un reportage du New York Times à l'occasion de « 5 Minutes that will make you love Classical Music ». Le même quotidien la décrit comme « compositrice aux dons et aux méthodes inhabituels ». 

## Compositions

### Orchestre
- Pivot (2021)
- Color Field (2020)
- Restless Oceans (2018)
- Abstractions (2016)
- RIFT (2016)
- This Midnight Hour (2015)
- Mascarade (2013)
- Night Ferry (2012)
- Rewind (2005–2006)

### Orchestre de chambre
- Fractured Time pour sinfonietta (2020)
- Stride pour orchestre à cordes (2020)
- Sound and Fury pour orchestre de chambre (2019)
- Rest These Hands pour orchestre de chambre (2014)
- Within Her Arms pour orchestre de chambre (2008–2009)

### Œuvre concertante
- Shorthand pour violoncelle solo et orchestre à cordes (2020)
- DANCE pour violoncelle et orchestre (2019)
- Three Sisters pour mandoline et orchestre à cordes (2017)
- The Seamstress pour violon et orchestre (2014–2015)
- Secret Garden pour tambour et bande magnétique (2013)
- Prince of Clouds pour deux violons et orchestre (2012)
- Rest These Hands pour violon et orchestre à cordes (2014)
- On Track pour piano et bande (2007)
- Rapture pour clarinette et bande (2005)
- Choke pour saxophone baryton (ou clarinette basse) et bande (2004)
- Fits + Starts pour violoncelle électrique et bande (2003)

### Ensemble de cuivres
- Spangled Unicorn (2011)

### Ensemble et voix
- Between the rooms pour soprano et quintette à cordes (2022)

- This Lunar Beauty pour soprano, ensemble mixte et audio préenregistré (2015)
- Postponeless Creature pour 3 voix de femme et ensemble (2014)
- The Lost Thought pour 3 voix de femme et ensemble (2013)
- As Sudden Shut pour 3 voix de femme et ensemble (2012)
- Blush pour baryton, portable et orchestre de chambre (2007)

### Œuvre chorale
- The Years pour chœur SATB et orchestre (2021)

- The Heart of Night pour chœur (2020)
- Body Compass pour chœur d'enfants et quintette à cordes (2017)
- Pocket Book LXV pour 8 voix (2015)
- Pocket Book VIII pour 8 voix (2015)

### Musique de chambre
- Shorthand pour violoncelle et quintette à cordes (2020)
- Overflow pour ensemble de vents (2020)
- A Thousand Mornings, trio avec piano (2020)
- Woman Holding a Balance pour quatuor à cordes (2020)

- Breathing Statues pour quatuor à cordes (2019)
- Masquerade pour ensemble de vents (2019)

- Just As They Are pour ensemble amplifié et audio préenregistré (2015)
- This lunar Beauty pour soprano, ensemble mixte et audio préenregistré (2015)

- A Wonderful Day pour ensemble amplifié et audio préenregistré (2013)
- A Hymn to the Virgin (Arrangé de Lady Flow'r) pour quintette à cordes et bande (1930 rev. 1934 arr. 2010)

- Primula Vulgaris pour quatuor à cordes (2010)
- Shadow of the Words pour quatuor à cordes (2010)
- The Violin - Complete works (7 courtes pièces pour plusieurs violons et vidéo optionnelle de Josh Dorman) (2009)
- The Violin - Blue Hour pour ensemble à cordes (2009)
- The Violin - Lavender Rain  pour ensemble à cordes (2009)
- The Violin - October Rose pour 2 violons (2009)
- The Violin - Resting in the Green pour violons et bande (ou 5 violons) (2009)
- The Violin - Ship of Stars pour 2 violons et bande (ou 6 violons) (2009)
- The Violin - Tea Leaves pour 2 violons (avec bande optionnelle) (2009)

- 1987 pour ensemble (2008)
- Beware Of pour alto, flûte, harpe et bande (2007)
- Next. Stop pour ensemble et bande (2007)
- Roulette pour quatuor à cordes (2007)
- Paint Box pour violoncelle électrique et guitare électrique, boîte à rythme et audio préenregistré (2006)
- Steelworks pour flûte, clarinette basse, percussion et bande (2006)

### Solo et duo
- Zero at the Bone pour clarinette basse solo et bande (2021)

- Reveal pour alto solo et sons préenregistrés (option) (2020)

- Hopscotch pour flûte (2019)
- Snake & Ladder pour saxophone soprano et live processing (2019)
- Snake & Ladder pour clarinette et live processing (2019)
- Secret Garden pour tambour et bande (2013)
- Rest These Hands pour violoncelle (2009)
- Rest These Hands pour violon (2009)
- Rest These Hands pour alto (2009)
- On Track pour piano et bande (2007)
- Rapture pour clarinette et bande (2005)
- Choke pour saxophone baryton (ou clarinette basse) et bande (2004)
- Fits + Starts pour violoncelle électrique et bande (2003)

## Discographie
- Mythologies (AVIE 2020) existe en CD et en vinyle[7].
- DANCE (AVIE 2020)
- Touch Harmonious (In A Circle 2020)
- E PLURIBUS UNUM (Navona 2020)
- The World is (Y)ours (Arcantus 2019)
- The Violin (National Sawdust Tracks 2017)
- BOAC Field Recordings (Cantaloupe 2015)
- Two x Four (Cedille 2014)
- Blue Moth (Tzadik 2012)
- Arcana VI by John Zorn (Tzadik 2012)
- ACO Playing it Unsafe (ACO 2011)
- The Exploding Piano (CD Baby 2010)
- I Am Not (New Amsterdam 2010)